# Linea Hankyū Arashiyama
La  Linea Hankyū Arashiyama (阪急嵐山線?, Hankyū Arashiyama-sen) è una ferrovia delle Ferrovie Hankyū a scartamento normale che collega la stazione di Katsura a quella di Arashiyama entrambe nel quartiere di Nishikyō-ku di Kyoto.

## Stazioni
- Tutte le stazioni si trovano nella Nishikyō-ku, Kyoto, prefettura di Kyoto.

| Numero | Stazione      | Giapponese | Distanza (km) | Distanza dalla stazione precedente (km) | Collegamenti                  |
| ------ | ------------- | ---------- | ------------- | --------------------------------------- | ----------------------------- |
| HK-81  | Katsura       | 桂         | -             | 0.0                                     | Linea principale Hankyū Kyōto |
| HK-96  | Kamikatsura   | 上桂       | 1.4           | 1.4                                     |                               |
| HK-97  | Matsuo-Taisha | 松尾大社   | 1.4           | 2.8                                     |                               |
| HK-98  | Arashiyama    | 嵐山       | 1.3           | 4.1                                     |                               |